# Переконання (фільм, 1995)
«Переконання» (англ. Persuasion) — костюмована драма 1995 року режисера Роджера Мішелла, заснована на однойменному романі Джейн Остін 1817 року. У своєму дебютному театральному фільмі британська актриса Аманда Рут грає головну героїню Енн Елліот, а Кірон Гайндс – її коханого, капітана Фредеріка Вентворта. Події фільму відбуваються в Англії в 19 столітті, через вісім років після того, як рідні переконали Енн розірвати заручини з Вентвортом.
Фільм адаптував письменник Нік Дір, який вважав цей роман більш зрілим, ніж інші твори Остін. Він зазначив, що це реалістична та правдива історія про розлуку і поєднання двох людей. Оскільки стиль оповіді Остін внутрішньо передає думки Енн, Дір і Рут відчували необхідність висловлювати емоції персонажа, використовуючи порівняно невеликі діалоги. «Переконання» знімали в хронологічному порядку, що дозволило актрисі зобразити зміни, які відбулися з Енн, від гіркого жалю та розчарування до щастя і розквіту.
Спочатку BBC планувала працювати над «Переконанням» самостійно, але потім до неї приєдналися американська компанія WGBH Boston та французька компанія Millesime. Це рішення дозволило збільшити бюджет і знімати в місцях, зображених у романі, включаючи Лайм-Реджис і Бат. Мішелл переконаний, що це найемоційніший і найбільш автобіографічний роман Остін. Він, як режисер, уникав того, що справляло враження відшліфованого, неприродного для 19-го століття, і відмовляв своїх акторів наносити макіяж або здаватися занадто чепурними. Художниця з костюмів Александра Бірн, виготовляючи одяг,  прагнула, щоб він не виглядав як новий, і здобула премію BAFTA за свої зусилля.
«Переконання» було знято в період популярності творів Остін; це була одна з шести адаптацій її романів, випущених у середині 1990-х. Вперше цей фільм транслювався 16 квітня 1995 року на британському телеканалі BBC Two. Компанія Sony Pictures Classics показала фільм в американських кінотеатрах 27 вересня 1995 року, оскільки зростання популярності Остін стало очевидним для Голлівуду. Кінематографічний реліз «Переконання» привернув увагу кінокритиків і отримав, як правило, позитивні відгуки та багато схвальних оцінок гри Рут. З того часу фільмознавці спостерігають значні зміни у вихідному матеріалі, а також класовій та гендерній темах.

## Сюжет
Фільм починається двома сценами, що змінюють одна одну: військово-морський корабель, що перевозить адмірала Крофта (Джон Вудвайн), і карета з містером Шепардом (Девід Коллінгс) та його дочкою місіс Клей (Фелісіті Дін). Крофт обговорює кінець Наполеонівських воєн зі своїми друзями-моряками, в той час як місіс Клей з батьком прямують в Келлінч Холл, маєток марнославного та пихатого баронета сера Волтера Елліота (Корін Редгрейв), щоб переконати його почати заощаджувати і таким чином уникнути розорення. Спочатку сер Волтер був проти цієї ідеї, але врешті погодився тимчасово переїхати в Бат, а родинний маєток здати в оренду. Ця пропозиція надійшла від адвоката баронета Шепарда, подруги родини леді Рассел (Сьюзан Флітвуд) та другої дочки сера Волтера, Енн (Аманда Рут).
Енн засмутилася, дізнавшись, що новим орендарем Келлінч Холлу буде адмірал Крофт, зять Фредеріка Вентворта (Кірон Гайндс) – військово-морського капітана, з яким вона була заручена вісім років тому, коли він був тільки командиром. Родина була проти їхнього шлюбу через його бідність, відсутність перспектив та зв'язків. Вентворт брав участь у Наполеонівських війнах, що принесло йому статки і підвищення по службі. Тепер він заможний і в званні капітана повернувся до Англії, ймовірно, щоб знайти дружину. Пізніше Енн висловлює леді Рассел свій жаль через поточне фінансове становище родини, а також своє давнє рішення відхилити пропозицію Вентворта про шлюб. Енн відвідує свою молодшу сестру Мері (Софі Томпсон), якій властива іпохондрія. Вона вийшла заміж за Чарльза Мазгроува, старшого сина місцевих фермерів. Енн терпляче вислуховує скарги членів родини Мазгроув: чоловіка Мері, сестер Чарльза Луїзи (Емма Робертс) та Генрієтти (Вікторія Гамільтон), свекрів містера та місіс Мазгроув (Роджер Гаммонд та Джуді Корнвелл).
Капітан Вентворт приїжджає пообідати з Мазгроувами, але Енн уникає їхньої зустрічі, добровільно погодившись доглядати травмованого сина Мері. Але наступного ранку під час сніданку Фредерік ненадовго зайшов привітатися до Енн та Мері. Це вперше за останні вісім років колишні закохані побачились. Як дізналася пізніше Енн зі слів Мері, Вентворт сказав, що вона так змінилася, «що й не впізнати». Луїза та Генрієтта в захваті від капітана і не приховують своїх почуттів. Родина не знає, що в минулому між ним та Енн були стосунки. Через біль та образу, яких йому завдала Енн, дозволивши рідним переконати її розірвати заручини багато років тому, Вентворт під час однієї зі спільних прогулянок запевняє Луїзу, що щастя в житті можна досягти тільки завдяки рішучості та непохитності. Від неї Вентворт дізнається, що спочатку Чарльз освідчився Енн, але вона не дала згоди. Луїза вважає, що це леді Рассел переконала її відмовити. Пізніше Чарльз одружився з Мері.
Енн, Вентворт та молоді Маргроуви їдуть до Лайма та відвідують друзів Венворта, двох військово-морських офіцерів, капітана Гарвілла (Роберт Гленістер) та капітана Бенвіка (Річард МакКабі). Перебуваючи там, Луїза несподівано стрибає зі сходів, сподіваючись, що Вентворт підхопить її, але він не встигає. Дівчина втрачає свідомість, пізніше стає відомо, що в неї травма голови. Після цього Енн їде у Бат до батька та сестри. Після багаторічної перерви сер Волтер та Елізабет поновили стосунки з їхнім родичем, містером Елліотом (Семюель Вест), спадкоємцем титулу баронета та родинного маєтку. Енн знайомиться з ним, і вони розуміють, що бачилися в Лаймі. Леді Рассел із задоволенням помічає, що містеру Елліоту подобається Енн, але вона ставиться до нього з підозрою. Тим часом Луїза одужала і заручилася з капітаном Бенвіком. Вентворт приїжджає у Бат і кілька разів зустрічається з Енн, хоча їх розмови короткі.
Енн дізнається від своєї шкільної подруги, місіс Сміт (Гелен Шлезінгер), що містер Елліот збанкрутував і хоче одружитися з Енн заради спадщини. Також він, як зять, зможе запобігти можливому шлюбу баронета  з пані Клей та появі спадкоємця чоловічої статі. Енн під час розмови з капітаном Гарвіллом запевняє його, що тільки жінки здатні кохати, навіть коли вже немає надії на щастя. Випадково Вентворт чує цю розмову, і освідчується їй у листі. Потім Енн та Фредерік зустрічаються на вулиці і йдуть, взявшись за руки. Тієї ночі на вечірці Вентворт оголошує про намір одружитися з Енн, що дуже здивувало містера Елліота. У фінальній сцені Фредерік та Енн на борту військово-морського корабля щасливі, що нарешті разом.

## У ролях
- Аманда Рут[en] — Енн Елліот
- Кірон Гайндс  — капітан Фредерік Вентворт
- Сьюзен Флітвуд[en] — леді Рассел
- Корін Редгрейв[en] — сер Волтер Елліот
- Фіона Шоу — місіс Крофт
- Джон Вудвайн — адмірал Крофт
- Фібі Ніколлс — Елізабет Елліот
- Семюель Вест — містер Елліот
- Софі Томпсон — Мері Мазгроув
- Джуді Корнвелл — місіс Мазгроув
- Саймон Рассел Біл — Чарльз Мазгроув
- Фелісіті Дін — місіс Клей
- Роджер Гаммонд — містер Мазгроув
- Емма Робертс — Луїза Мазгроув
- Вікторія Гамільтон — Генрієтта Мазгроув
- Роберт Гленістер — капітан Гарвілл
- Річард Маккейб — капітан Бенвік
- Гелен Шлезінгер — місіс Сміт
- Джейн Вуд — доглядальниця Рук
- Девід Коллінгс — містер Шепард
- Дарлін Джонсон — леді Картерет
- Сінамон Фей — міс Картерет
- Саллі Джордж — місіс Гарвілл

## Виробництво

### Концепція та адаптація

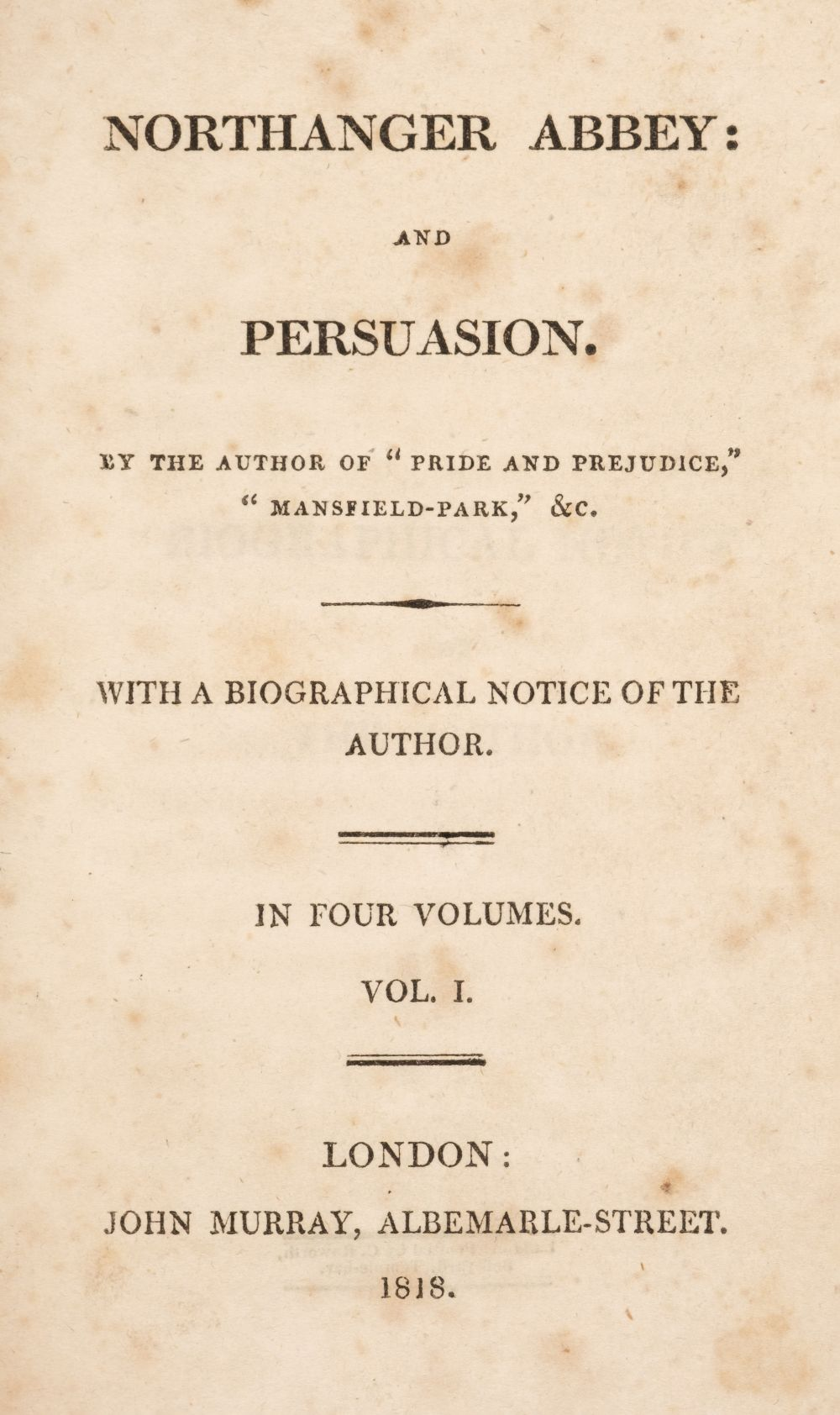
Оригінальна обкладинка «Переконання»

Зйомки «Переконання» відбувалися у період раптового відродження адаптацій Джейн Остін, оскільки це була одна з шести таких постановок, випущених у середині 1990-х. ЗМІ назвали це явище «Остінманія». Хоча часто успішна адаптація призводить до виникнення інших. Цей сплеск популярності Остін відзначався зйомками багатьох проектів одночасно: «Переконання», телесеріалу «Гордість і упередження» та повнометражного фільму «Розум і почуття». Незважаючи на це, фільмознавець Ендрю Гігсон та інші стверджують, що є мало доказів того, що продюсери з різних компаній спілкувались, розробляючи свої адаптації.
Ідея фільму за мотивами роману Остін 1817 року «Переконання» виникла у англійської продюсерки Фіони Фінлі, яка вже декілька років хотіла створити екранізацію. Востаннє роман був адаптований ITV у 1971 році. Головну роль у мінісеріалі зіграла Енн Фірбанк. Фінлі відчувала, що це «дуже романтична» історія, «яка може статися з кожним. Є щось дуже зворушливе у давно втраченому коханні». Вона звернулася до письменника Ніка Діра щодо адаптації роману для телебачення; Фінлі насолоджувався його роботою у театрі, зокрема його п'єсою про Вільяма Гоґарта «Мистецтво успіху». Дір спочатку запропонував спробувати екранізувати інший твір Остін («Чуття і чуттєвість» або «Гордість і упередження»), але погодився адаптувати «Переконання» після його прочитання. Дір вважав, що цей роман — останній завершений твір автора — більш зрілий, ніж інші.
Дір пізніше писав, що, на перший погляд, «Переконання» – це «історія кохання у стилі «Попелюшки», але, з іншого боку, роману притаманні «реалізм та правдивість», зокрема, це стосується розповіді про двох людей, які розлучилися, а потім знову поєдналися. Два роки він працював над сценарієм і це завдання було важким з кількох причин. По-перше, йому потрібно було знайти структуру, яка відповідала б роману. По-друге, його головний герой ненадовго з'являється у першій половині розповіді, а «потім тривалий час не робить рішучих дій, яких зазвичай чекають від центрального персонажа». Адаптація дотепності Остін була ще одним викликом; багато чого не можна було використати, «бо це майже все розповідь автора про персонажів, з певною кмітливістю чи легкістю, що виходила від самих персонажів. Це складна робота, інтерпретувати роман для себе, а потім знайти для нього мову фільму».
Досвідченого театрального і серіального режисера Роджера Мішелла обрано для роботи над «Переконанням», оскільки ця стрічка стала б його першим повнометражним фільмом. Ще з дитинства Мішелл був шанувальником Остін, що відрізняло його від інших хлопців у класі. Він захоплювався «Переконанням», бо вважав, що це найемоційніший і найгостріший роман Остін, а також і найбільш автобіографічний. Він описав твір як «еротичну історію кохання, яка сповнена сексуального потягу». Мішелл прагнув підкреслити контрасти в історії Остін, наприклад, між «бундючною формальністю Келлінч Холлу і теплотою та затишком Апперкроссу». Режисер хотів показати як через Королівський військово-морський флот відбувається інтеграція культур, оскільки такі офіцери, як Вентворт, часто повертаючись до суспільства з чималими статками та досвідом, «невимушеністю своєї поведінки та мови помітно контрастували з тим, що було раніше».

### Кастинг
— Акторка Аманда Рут про свого персонажа
 Рут дебютувала у театральному фільмі у ролі головної героїні Енн Елліот. Вона раніше працювала з режисером над телевізійним серіалом 1993 року «Будда з Передмістя». Аманда отримала роль, написавши йому листа, що хоче пройти прослуховування. Персонаж був описаний Рут як «змарнілий», що приваблювало актрису. «Мені подобається така робота, починається із занепаду і поступово розквітає», - сказала вона. WGBH Boston, американська компанія, співпродюсер фільму, хотіла більш відому актрису для цієї ролі, але погодилася на Рут після прослуховування.
Рут зауважила, що оскільки у романі багато уваги приділяється думкам Енн, в адаптації порівняно мало діалогу. Як результат, їй «доводилося передавати зміст багатьох сторінок цієї історії, не вимовляючи нічого, значну частину часу. Я навіть не могла думати про техніку, я просто мусила продовжувати зосереджуватися на романі, а потім якось випромінювати почуття». «Переконання» було знято в хронологічному порядку, що дозволило Рут побачити, «як можуть змінитися почуття її героїні, нещасної на початку розповіді», оскільки до кінця фільму Енн «щасливіша і виглядає краще». Рут вважала цю роль значно спокійнішою, ніж її досвід роботи з Королівською Шекспірівською компанією, де вона грала, зокрема, і Леді Макбет. Ірландський актор Кірон Гайндс (Фредерік Вентворт) прокоментував, що Остін «розуміє чоловіче серце і наскільки делікатним воно часом може бути». Він також зазначив, що, хоча Вентворт був «компетентним керівником для своїх підлеглих», але «не знав як себе поводити» у присутності Енн. Сьюзен Флітвуд, яка зіграла леді Рассел, також працювала з Мішеллом над «Буддою з Передмістя». Вона померла незабаром після зйомок. «Переконання» було її останньою роллю в кіно.

### Макіяж та дизайн костюмів

Мішелл намагався уникати у своєму фільмі відшліфованого і штучного, замість цього обираючи реалістичні костюми та макіяж (на фото Рут та Гайндс).

Мішелл намагався бути максимально вірним роману, зокрема, уникаючи того, що йому здавалося відшліфованим та штучним в інших костюмованих драмах, події яких розгортаються у 19 столітті. Режисер пояснив: «Я відчайдушно прагнув зробити так, щоб складалося враження, що це може відбуватися в сусідній кімнаті. Я намагався показати, що ця історія, в першу чергу, про справжніх людей, а не про одяг, зачіски чи килим». Отже, оскільки він відчував, що реалістичний вигляд епохи зробить фільм більш драматичним, Мішелл вирішив зобразити акторів без макіяжу і заборонив їм виглядати занадто охайно. Рут в інтерв'ю прокоментувала свій природний вигляд у фільмі: «На мені, в основному, не було жодної косметики [у фільмі], і моє волосся, очевидно, було укладено не найкращим чином... Я гадаю, що освітлення було досить різким. Ніхто з нас не виглядав добре». В окремому інтерв'ю вона сказала: «Я хотіла зобразити Енн Елліот простою жінкою, яка насправді не була нещасною, попри все, вона задоволена своїм життям, але емоції весь час вирують навколо неї».  Рут вважала реалістичне зображення епохи ключовим аспектом привабливості фільму.
За дизайн костюмів для фільму відповідала Александра Бірн, яка створила одяг, що виглядав «ношеним» та «реалістичним». Як і Флітвуд, Бірн також працювала з Мішеллом над «Буддою з Передмістя». Це вперше вона створювала костюми для фільму. В той же час BBC працювала над мінісеріалом «Гордість і упередження», через що двом знімальним групам часто доводилося змагатись за костюми та реквізит. За свою роботу над фільмом Бірн отримала винагороду BAFTA за кращий дизайн костюмів.
Луїза Вотсон, пишучи для Screenonline, висловила думку, що костюми і макіяж допоможуть «краще передати повне перетворення героїні Остін, що чимось нагадує Попелюшку. Енн також недооцінена власною родиною. ЇЇ просторе вбрання натякає на те, як вона змарніла після розірвання заручин з Вентвортом... Коли Енн повертає собі впевненість, вона розквітає; старанно одягається, очі блищать, а її риси оживають». Паулет Річардс стверджує, що «ненадійні» чоловічі персонажі, такі як сер Волтер, вирізняються у фільмі своїм яскравим одягом. Це добре зрозуміло сучасним глядачам, що живуть у культурі, де від «справжніх чоловіків» не очікують особливого піклування про свій одяг. І навпаки, Вентворт у фільмі, як правило, з'являється у військово-морській формі, на відміну від екранізації 1971 року. Цей мундир вирізняє Вентворта серед багатьох інших чоловічих персонажів, що дозволяє йому виглядати романтично, але ізольовано. Джина та Ендрю Макдональд висловили схожу думку про фільм, написавши, що він точно відображає сатиру Остін, протиставляючи модну екстравагантність вищих верств суспільства найкращим якостям Королівського флоту. Професія військових моряків підкреслюється частотою носіння уніформи на відміну від інших адаптацій роману.

### Зйомки
Спочатку «Переконання» отримало від BBC бюджет у розмірі 750 000 фунтів стерлінгів. Британський мовник запропонував співпрацю з американською громадською телевізійною станцією WGBH Boston, партнерство, завдяки якому з'явився американський антологічний телевізійний серіал «Театр Шедевр», а також екранізації романів, такі як серіал «Гордість і упередження». Ребекка Ітон, виконавчий продюсер «Театру Шедевр», схвалила співпрацю, оскільки вона вважала «Переконання» найкращим романом Остін. Рішення призвело до додаткового фінансування. Ітон наводить «Переконання» як приклад вдалих робіт WGBH, що використовує свій невеликий бюджет для інвестування в телевізійні проекти, хоча пізніше вона висловила жаль, що це лише двогодинний фільм, а не «розкішний» шестиепізодний мінісеріал. Крім того, французька компанія Millesime також долучилася до створення фільму в обмін на його трансляцію по телебаченню у Франції. Це додатково збільшило фінансування до 1 000 000 фунтів стерлінгів. Mobil Oil Corporation, головний спонсор «Театру Шедевр», була співавтором фільму.
Через залучення різних джерел фінансування знімальній групі доводилося враховувати думки всіх партнерів. Компанія Millesime була незадоволена певними аспектами історії, наприклад, хотіла, щоб події у Лаймі прибрали з фільму, бо це «занадто нудно». WGBH надав BBC докладні нотатки, які потім були інтегровані в сценарій. Одна зміна стосувалася закінчення. Щоб відобразити кульмінацію, коли Енн і Вентворта переповнюють почуття і вони нарешті наближаються один до одного, було знято два різні варіанти цієї сцени. Одна з них завершується поцілунком. Дір спочатку написав сцену, близьку за змістом до закінчення Остін: Енн знову заручається з Вентвортом на вулицях Бату, вони розмовляють і тримаються за руки. Ітон відчула, що після годин очікування такий кінець викличе «розчарування і роздратування» аудиторії. На думку Ітон, «поцілунок буде емоційною винагородою» і WGBH вважав, що це знайде відгук у серцях глядачів фільму. Мішелл погодився піти на компроміс, вирішивши зняти британську і американську версію, остання включала поцілунок. Американський кінець відображений на міжнародному плакаті, на якому головні герої обіймаються. Хоча поцілунок викликав деяку критику серед шанувальників, актриса Аманда Рут захищала його. «Після довгої невизначеності, в кінці історії ви відчайдушно очікуєте побачити Енн та капітана Вентворта знову разом, відчайдушно! Зрештою, фільм – це візуальний засіб. Ви не обов'язково хочете бачити їх у ліжку разом, але ви хочете побачити щось на зразок поцілунку», – сказала вона.
Порівняно з 1970-ми і 1980-ми, BBC збільшила фінансування багатьох своїх адаптацій у 1990-х. Це дозволило знімати «Переконання» у Лаймі, Баті та в сільській місцевості на південному сході Англії. І Лайм, і Бат мають важливе значення у романі Остін. Дір хотів, щоб фільм починався з кадрів на борту корабля Королівського флоту того періоду, але єдиним автентичним судном було HMS Victory. Він був у сухому доку, як частина музею в Портсмуті, і зйомка була можлива лише протягом коротких періодів, коли судно було закрите для публіки. Через обмежений бюджет фільму, один із вступних кадрів із зображенням корабля адмірала Крофта в океані та фінальний кадр, в якому Енн і Вентворт споглядають океан, було взято з історичного фільму 1984 року «Заколот на Баунті».

## Теми та аналіз

### Відмінності від джерела
У той час, як Дір отримав схвальні відгуки («надзвичайно... збережено більшу частину складного сюжету роману та численних персонажів»), літературознавці відзначили значні відмінності між фільмом та вихідним матеріалом. Сара Р. Моррісон зауважує, що Енн у фільмі висловлює думки, які її персонаж ніколи не скаже в романі. Моррісон наводить як приклад непохитність Енн у фільмі щодо відвідин її давньої бідної подруги місіс Сміт, через які вона не встигне завітати до їхньої титулованої родички. «Але з книги Остін зрозуміло, що Енн ніколи не дозволить собі сперечатися з батьком, ніби вони абсолютно рівноправні». У романі також немає деяких вчинків Енн, які є у фільмі. Наприклад, коли вона поспішає переконати Вентворта залишитись на концерті, коли він відчуває себе приниженим зневажливими коментарями щодо своєї професії. Моррісон пов'язує ці відмінності з труднощами екранізації роману. У фільмі бракує оповідача, щоб передати думки Енн.
Сью Паррілл зазначає, що бюджет «Переконання» давав змогу знімати значну частину матеріалу в місцях, що «дозволяли творцям фільму повніше використовувати оточення для створення настрою». Погода, наприклад, особливо важлива для відображення душевного стану Енн в романі. Перші кадри «Переконання» вказують нам на історичний контекст (сцена з моряками), а також скрутне фінансове становище родини Елліотів. Через протиставлення військово-морського флоту та Елліотів ми бачимо відмінності між ними, коли перша група обговорює падіння Наполеона, друга – відносно незначні незручності марнотратства.

### Клас та стать
— Сценарист Нік Дір
У своєму вступі до опублікованого сценарію Дір зазначив, що його зацікавила адаптація «Переконання» частково через те, що вона зображає «світ у перехідний період». Режисер Роджер Мішелл вважав, що історія містить «прототип родини постмодерну» – мати Енн померла, її батько банкрут, а «старий соціальний порядок руйнується». Рут описувала Енн як «феміністку в дофеміністичний період» та «сильного, незалежного персонажа», до якого сучасні глядачі можуть звернутися, незважаючи на те, що роман був написаний два століття тому.
Дослідники творчості Остін вивчали відображення у фільмі класового та соціального різноманіття. Керрол М. Доул зазначає, що серед багатьох постановок твору Остін, що з'явилися у 90-х роках, тільки «Переконання» «наполегливо привертає увагу до класових питань» та «надає яскраві візуальні свідчення про роботу британської класової системи». Фільм, додає вона, частково досягає цієї мети, зосереджуючись на обличчі слуг, оцінюючи їх негативні реакції на події. Річардс також вважає Мішелла «візуально більш обізнаним» про нижчі класи, додаючи, що включення до фільму чорних слуг натякає на «колоніальні джерела багатства», що підтримують вищих за класом і званням. Енн-Марі Шольц пише, що «Розум і почуття» Емми Томпсон також висвітлює тему класу, але по-іншому. «Переконання» зображує загальні класові поділи, а не лише те, як робітничий клас впливає на головних героїв – камера фокусується на обличчях слуг і працівників, персоніфікуючи їх.
На думку Мішелла, Остін була «протофеміністкою», яка мала «чітке бачення сфер дискримінації жінок». Як доказ, Мішелл наводить сцену в книзі, де Енн зауважує, що пісні та прислів'я про непостійність жінок писали чоловіки. Джуліанна Піддак додає, що режисер «гостро підкреслює тему класової та ґендерної соціальної обмеженості, протиставляючи тісні інтер'єри манірного суспільства та привабливі відкриті морські горизонти». Як приклад, Піддак наводить перебування Енн в Баті, де вона з верхнього поверху шукає очима Вентворта на вулиці внизу. Для неї Вентворт і море уособлюють свободу і можливість.

## Прийом

### Поява на екранах
Прем'єра «Переконання» відбулась на британському телеканалі BBC Two 16 квітня 1995 року, на Великдень. Фільм переглянули 3,8 мільйона глядачів. BBC Two знову показав стрічку 25 грудня, на Різдво. Фільм також вийшов в ефірі американського телеканалу PBS 6 квітня 1997 року.
Під кінець зйомок Ребекка Ітон помітила зростання цікавості до Остін та костюмованих драм у Голлівуді. WGBH ніколи раніше не займався театральними фільмами, але «вирішив спробувати себе на великому екрані». Компанія Sony Pictures Classics, переглянувши скорочену адаптацію, отримала дозвіл та показала її в американських кінотеатрах 27 вересня 1995 року. Там охарактеризували фільм як «артгауз» для вузького кола глядачів. «Переконання» показали також на міжнародних кінофестивалях у Чикаго та Торонто. За перший тиждень касові збори в Нью-Йорку склали 56 000 доларів, а в Лос-Анджелесі - 150 000 доларів. Загалом, прокат фільму у США приніс 5 269 757 доларів. «Переконання» було менш фінансово успішним, ніж популярна адаптація «Розум і почуття», яка вийшла у кінотеатрах через кілька місяців. Фільм надійшов у продаж у форматі VHS 12 листопада 1996 року; DVD версія – 1 лютого 2000 року.

### Оцінка критиків
— з огляду Карін Джеймс для «Нью-Йорк таймс»
 Спочатку «Переконання» привернуло увагу невеликої кількості критиків. Це змінилося, коли в кінці 1995 року з великим успіхом у Великій Британії відбулись прем'єри мінісеріалу «Гордість і упередження» та фільму «Розум і почуття». Це викликало цікавість до «Переконання», оскільки популярність Остін стала очевидною серед критиків. Фільм отримав вельми позитивні відгуки головних кінознавців, а на вебсайті критичних рецензій Rotten Tomatoes відтоді рейтинг позитивних відгуків досяг 86%. Карін Джеймс з «Нью-Йорк таймс» вважала «Переконання» «вибором критиків». Джей Карр з «Бостон глоуб» відзначив гру Рут, назвавши «стриманим, але видатним дебютом, що змушує серце завмирати».
У своєму дописі для The Washington Post Дессон Гоу висловив думку, що «є чудова, некваплива делікатність у «Переконанні»... так, ніби всі, причетні до створення цього фільму, знають, що можна втілити геніальний задум Остін, якщо не шкодувати часу і терпіння. Завдяки переконливій грі акторів, вимогливому режисеру та, звичайно, захопливому сценарію, це зроблено у чудовій, витонченій манері». Пишучи для Entertainment Weekly, критик Кен Такер дав фільму оцінку "A -", заявивши, що «він повинен сподобатись навіть тим, хто не читав роман». Такер висловив думку, що фільм - це «пристрасна комедія з багатьма деталями, яка нагадує мені, чому Остін залишається такою актуальною письменницею». Сьюзан Остров Вайсер, професор літератури дев'ятнадцятого століття, назвала фільм «правдивим відображенням світу Остін», а Рут – «головною коштовністю» фільму за «витончене» виконання ролі «невтримно інтелігентної і розчарованої Енн Елліот, якій є про що шкодувати». У 2008 році Джеймс Рамптон із The Independent поставив «Переконання» на четверте місце у переліку найкращих адаптацій Остін усіх часів.
Кінокритики часто порівнювали адаптації «Переконання» та «Розуму і почуття». Фільм Томпсон отримав більше визнання та схвалення від Голлівуду, а постановкою Мішелла захоплювались критики світового ринку, які вважали, що це більш автентичне і продумане зображення світу Остін. Джанет Маслін з «Нью-Йорк Таймс», наприклад, писала, що «Розум і почуття» «не може змагатися з блискучою гостротою більш стриманого «Переконання», найбільш продуманої нової адаптації Остін». «Лос-Анджелес Таймс» охарактеризував «Переконання» як «найбільш автентичну британську версію і найбільш близьку до духу романів», а «Розум і почуття» як «версію Остін для аудиторії Голлівуду, безтурботну, яка прагне сподобатися». Журнал Time назвав їх найкращими фільмами 1995 року, охарактеризувавши «Переконання» як «спокійне», а «Розум і почуття» – «більш метушливе». Гігсон, аналізуючи обидві постановки, прокоментував, що «Переконання» відзначається відчуттям «гострого реалізму», який вплине на пізніші адаптації Остін, такі, як «Менсфілд Парк» (1999) та «Джейн Остін» (2007).

### Схвальні відгуки
| Нагорода                                  | Категорія                                                            | Одержувачі та кандидати               | Результат |
| ----------------------------------------- | -------------------------------------------------------------------- | ------------------------------------- | --------- |
| Телевізійні нагороди Британської академії | Кращий дизайн костюмів                                               | Александра Бірн                       | Перемога  |
| Телевізійні нагороди Британської академії | Кращий дизайн                                                        | Вільям Дадлі та Браян Сайкс           | Перемога  |
| Телевізійні нагороди Британської академії | Кращий макіяж                                                        | Жан Спік                              | Номінація |
| Телевізійні нагороди Британської академії | Найкраща оригінальна телевізійна музика                              | Джеремі Самс                          | Перемога  |
| Телевізійні нагороди Британської академії | Найкраща фотографування та освітлення (художня література / розваги) | Джон Далі                             | Перемога  |
| Телевізійні нагороди Британської академії | Найкращий фільм-драма                                                | Фіона Фінлі, Роджер Мішелл та Нік Дір | Перемога  |
| Національна рада з перегляду              | Кращі десять фільмів                                                 | «Переконання»                         | Перемога  |
| Королівське телевізійне товариство        | Дизайн костюмів                                                      | Олександра Бірн                       | Перемога  |
| Королівське телевізійне товариство        | Дизайн фільму                                                        | Вільям Дадлі та Браян Сайкс           | Перемога  |
| Королівське телевізійне товариство        | Командна нагорода (майстерність)                                     | «Переконання»                         | Перемога  |